# 飯村穰
飯村穰（／；1888年5月20日—1976年2月21日），太平洋戰爭的日軍將領。

## 生平
飯村是茨城人。1909年，毕业于日本帝国陆军士官学校第21届，後分配到近衛師團第3联队。同时，飯村还在东京外国语大学念書，1917年3月毕业，取得法语学位。随后，飯村进入陆军参谋学院第33届。1919年，成为步兵上尉。在朝鲜，於朝鮮军短暂服役，担任陆军参谋学院教员。隨後，飯村晋升中校，受任为驻土耳其武官。 驻土耳其期间，飯村批评土耳其关于日俄战争的演說，最終獲邀於安卡拉举办以日俄战争為題的讲座。

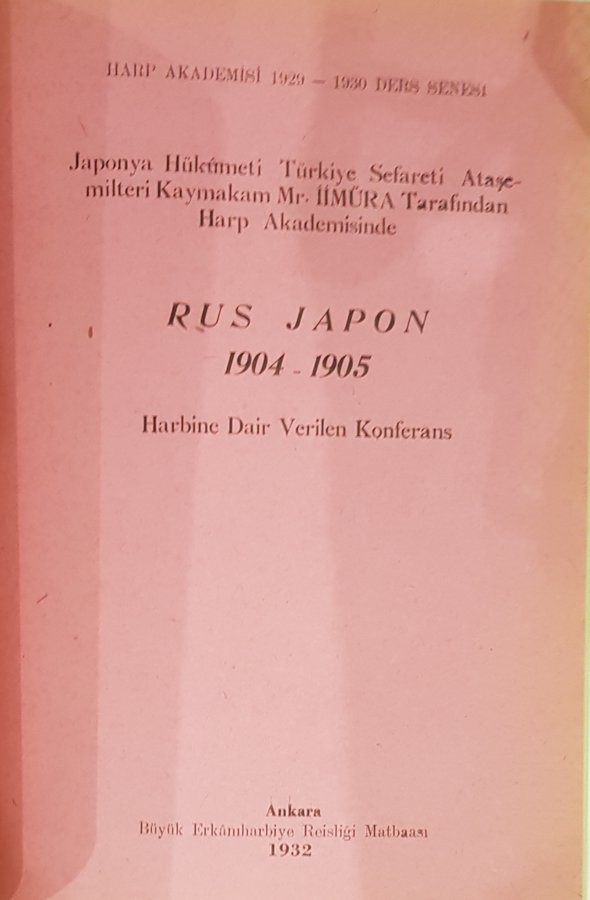
日俄戰爭備忘錄

返國後，于1932年8月晋升为大佐，飯村並在参谋本部内出任多个参谋职务。1935年3月，飯村獲任为日本帝国陆军第61步兵团的指挥官
随着第二次中日战争爆发，飯村于1937年3月晋升为少将。 1938年至1939年，飯村任陆军参谋大学校长。1939 年至1940 年调往满洲国，出任关东军参谋长。1941年至1943年間，飯村担任驻满洲國日本帝国陆军第5军总司令。
1941年，飯村任總力戰研究所所長期間，在「總力戰圖上演習」推演日美開戰結果上，做出「日本必敗」的結論而受到批評。
1943 年，飯村被召回日本，重新担任陆军参谋大学校长。1944年，随着太平洋战争南部战线的形势恶化，飯村调往作战指挥部，担任南方军總参谋长。於1944年至1945年，飯村兼任兵力不足的第2方面军总司令，驻满洲国。 終戰前不久，飯村返回日本，担任东京防卫军司令官兼东京師管區司令官，应对美国对日本本土的入侵。 1945 年战争结束前夕，飯村轉任憲兵司令官。
戰後，1947年11月28日，飯村受公職追放。

### 註腳
1. ↑  Budge, The Pacific War Online Encyclopedia
2. ↑  Ammenthorp, The Generals of World War II
3. ↑  Wendel, Axis History Database
4. ↑  /Wendel, Axis History Database
5. ↑  総理庁官房監査課編『公職追放に関する覚書該当者名簿』日比谷政経会、1949年、「昭和二十二年十一月二十八日 仮指定者」36頁。

### 图书
- Fuller, Richard. . London: Arms and Armor. 1992. ISBN 1-85409-151-4.